# Rose o' the River
Rose o' the River er en amerikansk stumfilm fra 1919 af Robert Thornby.

## Medvirkende
- Lila Lee som Rose Wiley
- Darrell Foss som Steve Waterman
- George Fisher som Claude Merrill
- Robert Brower
- Josephine Crowell